# ハンブンコ (6人ver.)
「ハンブンコ (6人ver.)」はwhiteeeenの配信限定シングル。ZEN MUSICから2018年5月16日に配信された。後に｢ハニートースト｣のカップリングとして収録されている。

## 曲の詳細
1. ハンブンコ (6人ver.) [4:51]
  - 作詞 : あいみベイダー 作曲 : HIDE(GReeeeN)/SHIKATA/KAY
  - ｢愛唄〜since 2007〜｣に収録されているバージョンとパート割が異なる。